# Nogal hełmiasty
Nogal hełmiasty (Macrocephalon maleo) – gatunek dużego ptaka z rodziny nogali (Megapodiidae); jedyny przedstawiciel rodzaju Macrocephalon. Zamieszkuje endemicznie Celebes i sąsiednią wyspę Buton. Nie wyróżnia się podgatunków. Krytycznie zagrożony wyginięciem.

## Morfologia
Całkowita długość ciała wynosi 55 cm, zaś jego masa 1,5 kg. Dla jednego z zebranych okazów wymiary prezentują się następująco: skrzydło 296 mm, ogon 143 mm, dziób 46 mm, skok 78 mm. Dookoła oczu znajduje się naga żółta skóra. Wierzch ciała, głowa, gardło, skrzydła oraz ogon czarne, zaś pierś i brzuch białe z różowym nalotem.

## Zasięg występowania
Całkowity zasięg występowania szacowany na 175 000 km². Obejmuje on niemal cały obszar wyspy Celebes oraz sąsiednią wyspę Buton. Spotykany w lasach do wysokości 1200 m n.p.m.

## Zachowanie
Zazwyczaj milczący, lecz odzywa się niekiedy głośnym rykiem lub odgłosami podobnymi do kwakania. Informacje o żerowaniu są ograniczone, wiadomo jednak, że zjada opadłe owoce oraz bezkręgowce. Płochliwy. Aktywny głównie w nocy, o zmroku i rankiem. Monogamiczne związki u tego gatunku są trwałe. W trakcie żerowania, odbywającego się w parach, samiec i samica nie oddalają się od siebie dalej niż na kilka metrów. Nogale hełmiaste śpią na dużych konarach drzew.

## Lęgi
Jeden spośród trzech gatunków nogali niebudujących kopca. Miejsca lęgowe mieszczą się nieopodal wybrzeży. Na sukces inkubacji wpływa temperatura, wynosząca w norze 33–35 °C, a także wilgotność gleby – rankiem około 96,5%, po południu około 86%. Samica każde jajo składa do tunelu długości około 1 m. Ogrzewane jest energią słoneczną oraz pochodzącą z aktywności wulkanicznej. Masa jaj wynosi około 222 g, zaś wymiary około 10,3×6,1 cm. Młode wykluwają się po 60–80 dniach. Na początku klucia wypychają skorupkę nogami. Do jednego tygodnia (obserwacje w niewoli) od wyklucia potrafią już skakać oraz biegać. Po dwóch tygodniach latają na dystans około trzech metrów. Umieralność wśród piskląt wynosi około 60%.
Nogale hełmiaste dojrzałość płciową uzyskują po dwóch latach. W niewoli jeden osobnik dożył 44 lat.

## Status zagrożenia i ochrona
Nogal hełmiasty od 2021 roku uznawany jest przez IUCN za gatunek krytycznie zagrożony wyginięciem (CR, Critically Endangered); wcześniej, od 2002 roku miał status gatunku zagrożonego (EN), a jeszcze wcześniej – gatunku narażonego (VU). W 2000 roku liczebność populacji szacowano na 8000 – 14 000 dorosłych osobników. Trend liczebności jest silnie spadkowy. W roku 2002 na 142 znane miejsca gniazdowe 48 było opuszczonych, 51 poważnie zagrożonych, 32 zagrożone, 7 o nieznanym statusie oraz jedynie 4 niezagrożone. Zagrożenie stanowi niepokojenie ptaków oraz zabieranie im jaj; dodatkowo budowa dróg oddziela tereny lęgowe od nielęgowych. W latach 2000 oraz 2004 w rezerwacie Tangkoko DuaSaudara miały miejsce pożary lasów. 
Nogale hełmiaste występują na terenie ośmiu obszarów zdefiniowanych jako Important Bird Area, w tym w trzech parkach narodowych. Działania ochronne obejmują m.in. sztuczną inkubację jaj. W Parku Narodowym Bogani Nani Wartabone w roku 2012 żyło około 3300 osobników tego gatunku. Prócz tego zasiedlają obszary Parku Narodowego Rawa Aopa Watumohai i Lore Lindu.
Od roku 1972 na terenie Celebesu jest to gatunek prawnie chroniony. Za odłów i łapanie osobników lub niszczenie lęgu grozi kara grzywny 40 mln rupii.
Gatunek ten jest ujęty w I załączniku konwencji waszyngtońskiej (CITES).